# Felsformation auf dem Plenkerberg

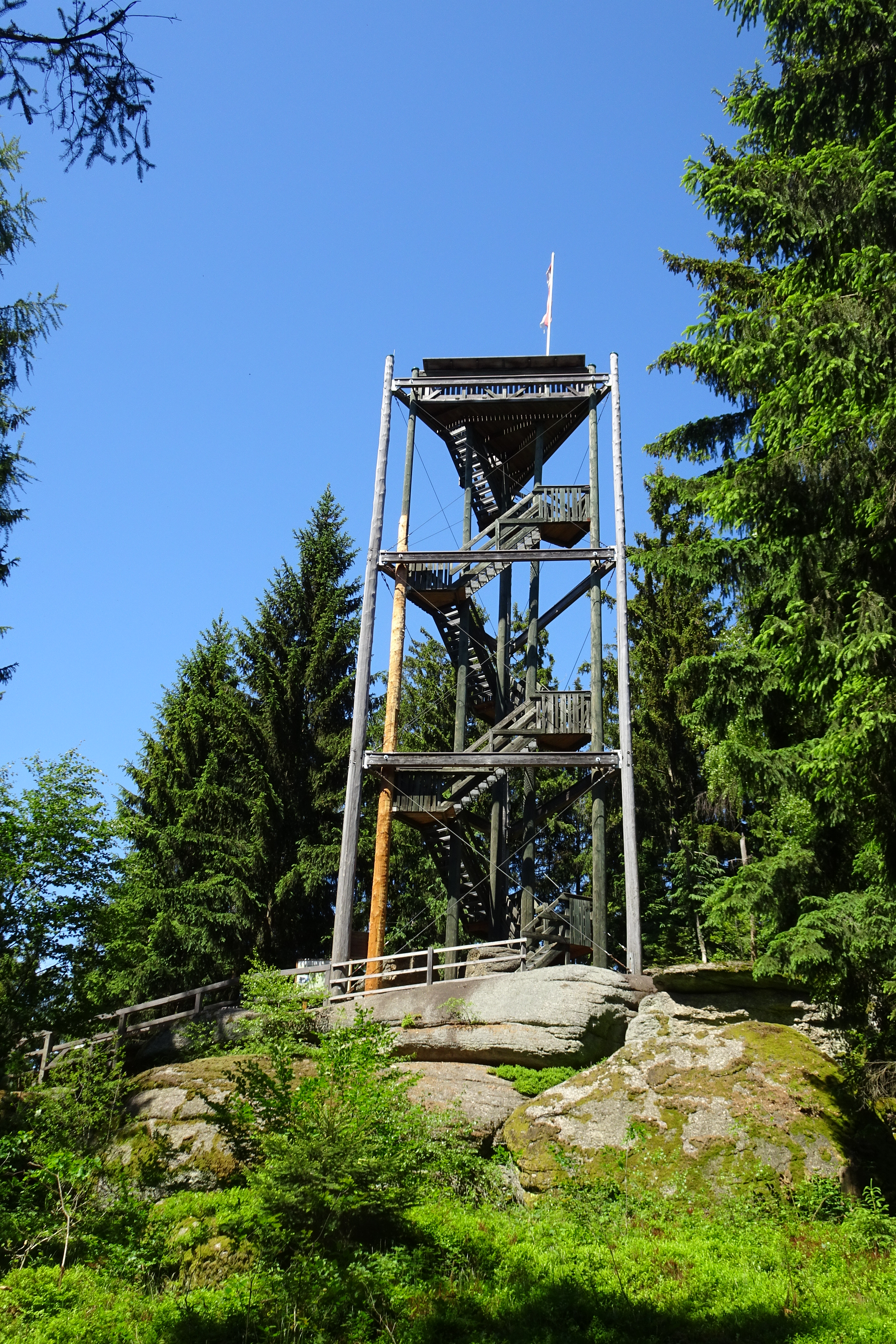
Felsformation mit Aussichtswarte

Die Felsformation auf dem Plenkerberg ist ein seit 1984 im oberösterreichischen Naturschutzbuch eingetragenes Naturdenkmal im Naturpark Mühlviertel in der Gemeinde Rechberg im Bezirk Perg.

## Beschreibung
Die Felsformation ist ein Naturgebilde aus mehreren Gruppen von grobkörnigen Granitblöcken aus Weinsberger Granit, das auf Grund der petrographischen Struktur dieses magmatischen Gesteins wollsackartige Verwitterungsformen aufweist.
Das Naturgebilde befindet sich etwa 700 Meter südöstlich des Ortszentrums der Gemeinde Rechberg auf der höchsten Erhebung des Plenkerbergs auf 706 Meter. Die über dem bis zu acht Meter hohen Gebilde aufgebaute Karl-Weichselbaumer-Aussichtswarte ist eine Holzkonstruktion, die Art ihrer Ausführung keine wesentliche Störung des Landschaftsbildes bedeutet.
Naturdenkmal und Aussichtswarte sind in das lokale Wanderwegenetz eingebunden.